# تفاعل غير معتمد على الضوء

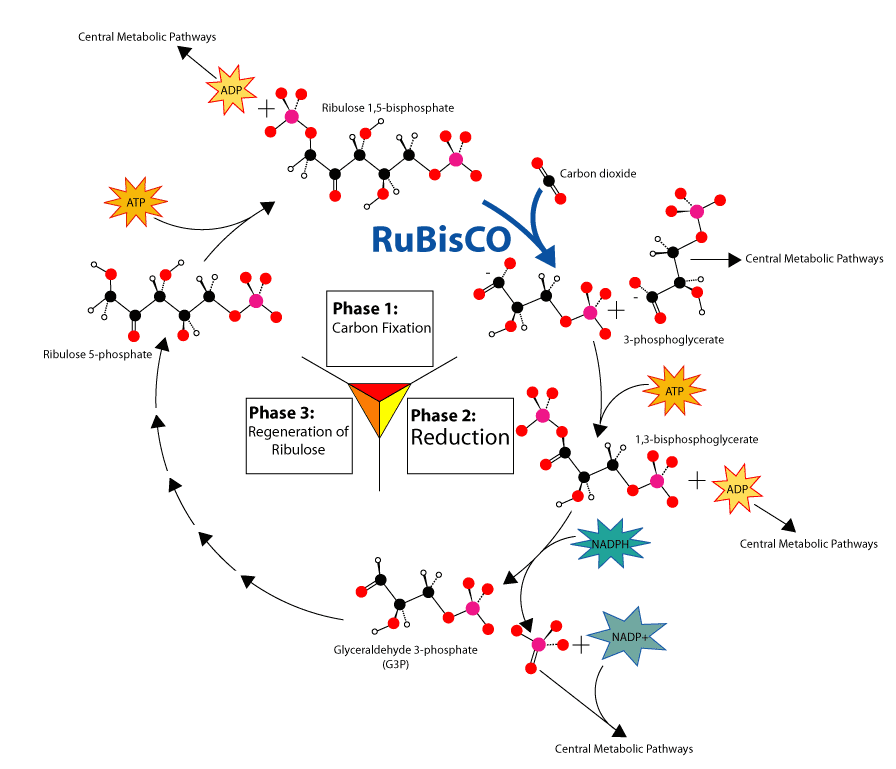

التفاعلات غير المعتمدة على الضوء (أو التفاعلات المظلمة) بالنسبة للتركيب ضوئي هي عبارة عن تفاعلات كيميائية تحوّل ثنائي أكسيد الكربون ومركبات كيميائية أخرى إلى الغلوكوز. تحدث هذه التفاعلات في المنطقة السائلة من البلاستيدات الخضراء والتي تدعى الحشوة (Stroma) خارج غشاء الثايلاكويد.
على الرغم من اسمها، فإن التفاعلات غير المعتمدة على الضوء لا تحدث إلا بوجد الضوء، لكنها غير معتمدة على نوع تفاعلات التركيب الضوئي (تمثيل ضوئي ثلاثي الكربون أو تمثيل ضوئي رباعي الكربون أو أيض الحمض العصاري). على سبيل المثال، تقوم النباتات التي تعتمد آلية أيض الحمض العصاري بتخزين حمض الماليك في الفجوات العصارية كل ليلة ومن ثم تطلقه كل يوم للاستمرار في هذه العملية.
تتضمن التفاعلات غير المعتمدة على الضوء ثلاثة أطوار تشكل مجتمعه ما يعرف بدورة كالفن ، وهذه الاطوار هي : تثبيت الكربون و تفاعلات الاختزال وإعادة توليد مركب ريبولوز-5،1-مضاعف فوسفات (RuBP).